# Torcida Jovem Camisa 12

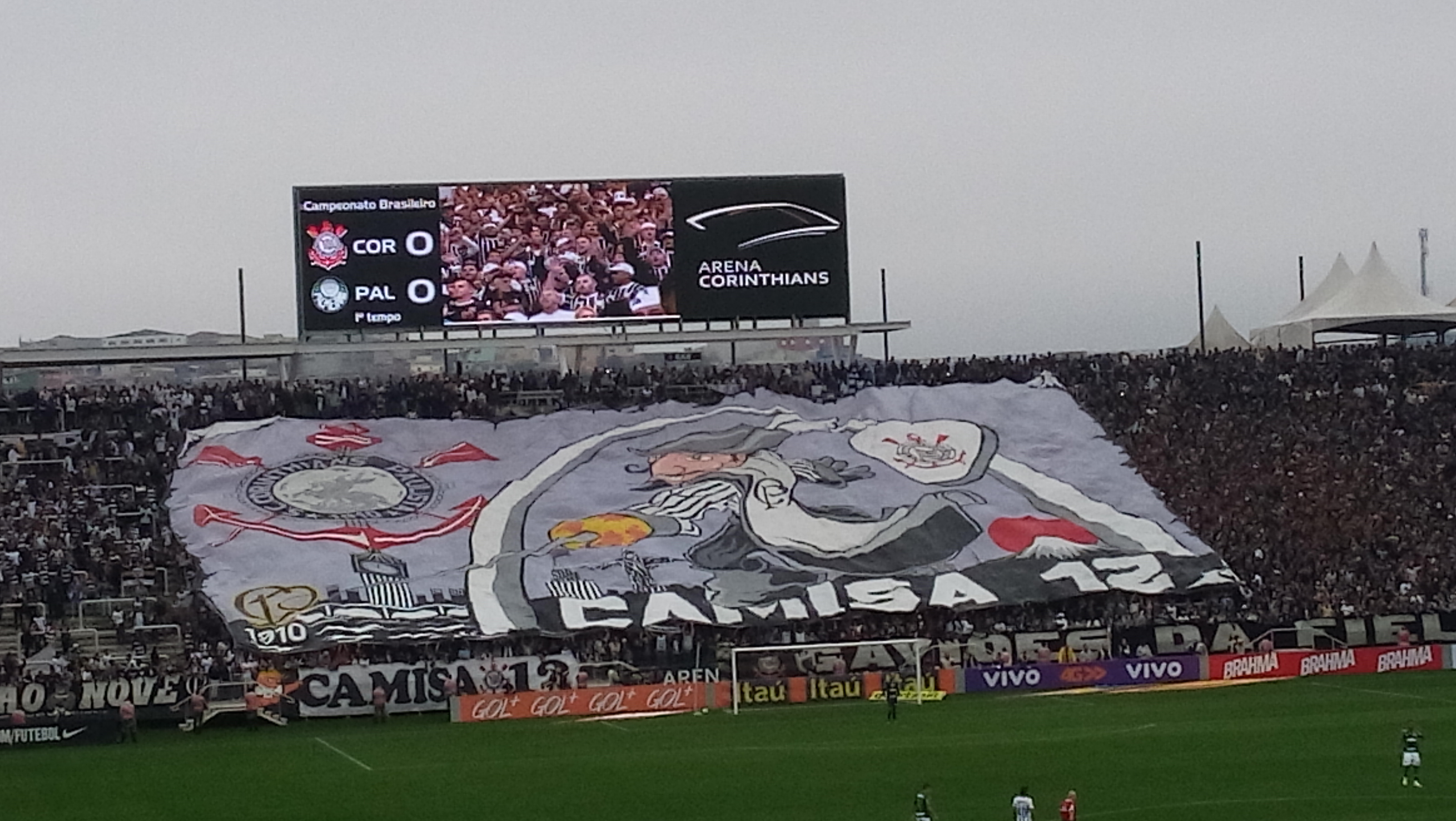
Bandeirão da Torcida Camisa 12.

A Fiel Torcida Jovem Camisa 12 é uma torcida organizada do Corinthians com sede na cidade de São Paulo.
Foi fundada em 8 de agosto de 1971 por jovens torcedores apaixonados pelo time, pertencentes a denominada "Fiel Torcida", que resolveram homenagear a "Nação Corintiana", exaltando a importância da força da torcida como um 12º jogador.

## História
A agremiação Camisa 12 foi fundada em 8 de agosto de 1971 pelo jovem Claudio Faria Romero, conhecido como Vila Maria, além de outros jovens apaixonados pelo Corinthians, Rubens Cesar dos Santos, Raul Corrêa da Silva e José Pacheco Couto Filho.
Junto com a conquista do título paulista de 1977, terminando com um jejum de 23 anos, surgia na Camisa 12 um embrião de uma entidade de samba. Em 1984, a partir da torcida, surgiu o Bloco Carnavalesco Camisa 12, e finalmente em 1996, o GRCES Camisa 12.